# Idempotent matris
|  | Wiktionary har ordboksartiklar om idempotent matris, idempotent och matris. |

Inom linjär algebra är en idempotent matris en matris som vid multiplicering med sig själv, blir själv igen, dvs {\textstyle A^{2}=A}. Notera att för att multiplicering ska vara definierad måste matrisen vara kvadratiskt.

## Definition
Låt {\displaystyle A} vara en kvadratisk matris, då definierar vi följande
| {\displaystyle A{\text{ är idempotent}}\quad \iff \quad A^{2}=A} |

## Exempel
Följande är exempel för {\displaystyle 2\times 2}
{\displaystyle {\begin{bmatrix}1&0\\0&1\end{bmatrix}}\qquad {\begin{bmatrix}3&-6\\1&-2\end{bmatrix}}}
Dito för  {\displaystyle 3\times 3}
{\displaystyle {\begin{bmatrix}1&0&0\\0&0&0\\0&0&1\end{bmatrix}}\qquad {\begin{bmatrix}2&-2&-4\\-1&3&4\\1&-2&-3\end{bmatrix}}}